# Пилоус камчатский
Пилоус камчатский (лат. Heterocerus kamtschaticus) — вид жуков-пилоусов. Единственный на Камчатке представитель семейства пилоусов, эндемик, представленный изолированной микропопуляцией.

## Распространение
Эндемик Камчатки. Известен с вулкана Узон, расположенного на территории Кроноцкого заповедника к югу от Кроноцкого озера.

## Описание
Тело продолговатое, уплощённое. Жук длиной 3,4—4,5 мм, имеет чёрно-коричневую окраску переднеспинки и надкрылий, две прерванные перевязи и привершинные пятна на надкрыльях, а также ноги желтоватые. Диск переднеспинки в основании с двумя глубокими, округлыми или поперечными ямками по бокам от середины. Ширина преднеспинки в два раза больше её длины. Бока переднеспинки резко выступающее за серединой, равномерно округлены к переднему краю. Надкрылья в 1,6 раза длиннее своей ширины, уплощённые, слабо сужаются за плечами, затем расширяются за серединой. Переднеспинка и надкрылья покрыты мелкоточечно-морщинистой пунктировкой. Бороздки на надкрыльях слабо вдавленные. Наружный край голеней заметен. Переднеспинку и надкрылья покрывают волоски двух типов: мелкие прилегающие и более длинные, наклонно стоящие, сильнее торчащие на боках головы, переднеспинки и надкрылий. Голени и лапки опушены густыми длинными волосками.

## Экология
Обитают у границы растительности на термальных площадках. Встречаются во влажном грунте на глубине 2–8 мм при температуре грунта до +35 C. Имеют отрицательный фототаксис, при извлечении на поверхность грунта, стремительно зарываются обратно в почву.

## Охрана
Занесен в Красную книгу Камчатки. Охраняется в Кроноцком государственном биосферном заповеднике.

## Систематика
Есть указания на то, что Heterocerus kamtschaticus А. Egorov, 1989 не является отдельным видом, а конспецифичен Heterocerus fenestratus (Thunberg, 1784).